# Ammothella stocki
Ammothella stocki là một loài nhện biển trong họ Ammotheidae. Loài này thuộc chi Ammothella. Ammothella stocki được miêu tả khoa học năm 1963 bởi Clark.